# Казальграссо
Казальграссо (итал. Casalgrasso) — коммуна в Италии, располагается в регионе Пьемонт, в провинции Кунео.
Население составляет 1482 человека (2008 г.), плотность населения составляет 87 чел./км². Занимает площадь 17 км². Почтовый индекс — 12030. Телефонный код — 011.
Покровителем коммуны почитается святой Иоанн Креститель, празднование 24 июня.

## Демография
Динамика населения:

## Администрация коммуны
- Официальный сайт: http://www.comune.casalgrasso.cn.it